# C/2014 S2 (PANSTARRS)
C/2014 S2 (PANSTARRS) — одна з довгоперіодичних комет. Ця комета була відкрита 22 вересня 2014 року; вона мала 20.9m на час відкриття.